# 鵜鷺村
鵜鷺村（うさぎむら）は、島根県簸川郡にあった村。現在の出雲市大社町鷺浦、大社町鵜峠にあたる。

## 地理
- 海洋：日本海[1]
- 河川：八千代川[2]

## 歴史
- 1889年（明治22年）4月1日、町村制の施行により、神門郡鵜峠浦、鷺浦が合併して村制施行し、鵜鷺村が発足[1][3]。
- 1896年（明治29年）4月1日、郡の統合により簸川郡に所属[3]。
- 1900年（明治33年）出雲商業銀行設立[2]。
- 1905年（明治38年）鵜鷺郵便局開設[2]。
- 1910年（明治43年）信用販売購買利用組合設立[2]。
- 1920年（大正6年）電灯がつく[2]。
- 1951年（昭和26年）4月1日、簸川郡大社町、荒木村、日御碕村、遙堪村と合併して大社町を新設し廃止された[1][3]。

### 地名の由来
合併した旧村の各一文字を組み合わせたもの。

## 産業
- 漁業、林業[2]。

### 鉱山
- 鵜峠鉱山（銅、黒鉱、石膏）[1]

## 港湾
- 鷺浦漁港[2]
- 鵜峠漁港[4]